# Torre de Miguel Sesmero
Torre de Miguel Sesmero é um município da Espanha na comarca de Llanos de Olivenza, província de Badajoz, comunidade autónoma da Estremadura, de área 58 km². Em 2021 tinha 1 235 habitantes (densidade: 21,3 hab./km²).

## Demografia
| Variação demográfica do município entre 1991 e 2004 [carece de fontes?] | Variação demográfica do município entre 1991 e 2004 [carece de fontes?] | Variação demográfica do município entre 1991 e 2004 [carece de fontes?] | Variação demográfica do município entre 1991 e 2004 [carece de fontes?] |
| ----------------------------------------------------------------------- | ----------------------------------------------------------------------- | ----------------------------------------------------------------------- | ----------------------------------------------------------------------- |
| 1991                                                                    | 1996                                                                    | 2001                                                                    | 2004                                                                    |
| 1305                                                                    | 1275                                                                    | 1253                                                                    | 1220                                                                    |